# Lamania bernhardi
Lamania bernhardi är en spindelart som först beskrevs av Christa L. Deeleman-Reinhold 1980.  Lamania bernhardi ingår i släktet Lamania och familjen Tetrablemmidae. Inga underarter finns listade i Catalogue of Life.